# Surjoux
Surjoux is een plaats en voormalige gemeente in het Franse departement Ain in de regio Auvergne-Rhône-Alpes en telt 73 inwoners (2009). De plaats maakt deel uit van het arrondissement Nantua. Surjoux is op 1 januari 2019 gefuseerd met Lhôpital tot de gemeente Surjoux-Lhopital.

## Geografie
De oppervlakte van Surjoux bedraagt 4,4 km², de bevolkingsdichtheid is dus 16,6 inwoners per km².
De onderstaande kaart toont de ligging van Surjoux met de belangrijkste infrastructuur en aangrenzende gemeenten.

## Demografie
Onderstaande figuur toont het verloop van het inwonertal (bron: INSEE-tellingen).
Vanwege een beveiligingsprobleem met de MediaWiki Graph-software is het momenteel niet mogelijk deze grafiek weer te geven. Zodra de software is bijgewerkt zal de grafiek vanzelf weer zichtbaar worden.